# Daniel Pettersson
Daniel Pettersson (født 6. maj 1992 i Eskilstuna, Sverige) er en svensk håndboldspiller som spiller for SC Magdeburg og Sveriges herrehåndboldlandshold.
Han deltog under EM i 2020 i Sverige/Østrig/Norge, og VM 2021 i Egypten.